# ノッキング・ラウンド・ザ・ズー
「ノッキング・ラウンド・ザ・ズー」（"Knocking 'Round the Zoo"、旧邦題：精神病院）はジェームス・テイラーが1968年にアップル・レコードからリリースしたデビュー・アルバムに収録した自作曲。テイラーは1966年に自身のバンド、フライング・マシーンでもこの曲を録音していたが、その時の録音は1971年の『ジェームス・テイラー・アンド・ザ・オリジナル・フライング・マシーン』までリリースされなかった。この曲はアップルからフランスでもB面の「サムシング・ラング」とともにシングル（APF 506）としてリリースされた。「ノッキング・ランド・ザ・ズー」と「彼女の言葉のやさしい響き」はテイラーがプロデューサーのピーター・アッシャーにアップルがテイラーと契約するように納得させるために送ったデモテープに含まれていた。
オールミュージックの評論家リンゼイ・プラナーは「ノッキング・ラウンド・ザ・ズー」を疑似ブルースと説明した。歌詞はテイラー自身のマクリーン病院精神科への入院経験から導かれている。曲の第1ヴァースで、テイラーは "There's bars on all the windows and they're countin' up the spoons"（すべての窓に鉄格子があり、彼らはスプーンの数を数え上げる）と歌っている。実際には、マクリーン病院の窓には鉄格子の代わりに2000ポンド（約900kg）に耐える窓ガラスを使用しているが、食後には特別な道具ですべての金属食器の数を確認している。ヴァースはさらに「私がエッジの効いたと感じている場合、私の奴隷になるために支払われたひよこがいる/そして、私が不正行為をしようとしていると彼女が思った場合、彼女は私を針で打つだろう」と述べている。第2ヴァースでは、テイラーはさらにマクリーンの職員に対する怒りを歌っている。第3ヴァースでテイラーは自分がいかに疎外されていると感じたのかを「今、友達全部会いに来ている/彼らは私を指さし笑うだろう」と歌っている。タイム誌の編集者によると、テイラーはこの詩に「冷酷な狂人の響きを加える」とのことである。ローリング・ストーン誌のティモシー・クロースはこの曲のドラムのビートは「不吉」で、ギター演奏は「神経質」であり、これはマクリーンでのテイラーが感じていた「怒りと焦り」を反映していると述べている。
『ローリング・ストーン・アルバム・ガイド』の評論家、マーク・コールマンは「ノッキング・ラウンド・ザ・ズー」を『ジェームス・テイラー』の「ハイライト」と考えており、この曲を「格好よく」て、テイラーが将来のレコーディングで辿る道筋を予見していると述べている。タイム誌はこの曲の「ウィットに富みリフの多い音楽的アイロニー」を称賛している。ローリング・ストーン誌の評論家、ジョン・ランドーは「落ち着いたユーモアのセンスと、より自然主義を兼ね備えている」と述べている。テイラーの伝記作家、ティモシー・ホワイトはアレンジャーのリチャード・ヒューソンがアルバム『ジェームス・テイラー』でのこの曲の冒頭につけた弦楽器による「圧倒的な」前奏を批判している。ローリング・ストーン誌のライター、ジュールズ・シーゲルはこの曲が「サドマゾ的幻想」のようなサウンドだと批判している。シーゲルはテイラーが精神病院に入院しているにもかかわらず、「彼の奴隷になるために支払った女性の付き添い」ととに貴族的で支配的であると示唆している。。シーゲルはまた、付添人が彼を針で打つことについての部分も批判している。著述家のイアン・ヘルパリンは『ジェームス・テイラー・アンド・ザ・フライング・マシーン』のCD版での楽器演奏について批判している